# Celine Tendobi
Celine Tendobi (Kinsasa,  1974) es una médica congoleña del Hospital Monkole, especializada en obstetricia y ginecología que con diversas iniciativas ha contribuido a la reducción en un 25% de la mortalidad de las mujeres embarazadas.

## Biografía
Tras licenciarse en la R.D. Congo, completó su formación en España. Concretamente en la Clínica Universidad de Navarra (Pamplona), y en el Hospital San Juan de Dios (Esplugas de Llobregat). Se especializó en obstetricia para ayudar a madres e hijos.
Desde muy joven hace una labor social en Kindele, uno de los barrios más pobres de la capital. Visita de manera frecuente tres dispensarios que hay en la selva, y que dependen del hospital Monkole, a fin de atender la salud de las mujeres más vulnerables. Aprovechó el viaje para recoger el galardón para recaudar dinero para mejorar las instalaciones hospitalarias.
Es la Jefa del departamento de Ginecología del Centro Hospitalario Monkole. Allí nacen anualmente entre 900 y 1250 niños. Compatibiliza su labor médica hospitalario con otras iniciativas que unen mujer y salud: maternidad sin riesgos, cribado del cáncer de cuello de útero, información sobre VIH-Sida,...

## Premios
- Premio Harambee (2013) por su implicación en la reducción de la mortalidad de las mujeres embarazadas, la promoción de la salud de 30.000 mujeres embarazadas en situación de riesgo, la impulso de programas de prevención del Sida en 5.000 mujeres y el desarrollo de una escuela de enfermería que en 2013 había formado a 500 enfermeras.[6][7]